# ASD Mozzanica
ASD Mozzanica – włoski klub piłki nożnej kobiet, mający siedzibę w mieście Mozzanica, na północy kraju.

## Historia
Chronologia nazw:
- 2002: A.S. Oratorio Mozzanica
- 2004: Footbal Club Formativo Mozzanica
- 2007: A.S.D. Mozzanica

Klub piłkarski A.S. Oratorio Mozzanica został założony w mieście Mozzanica w 2002 roku. W sezonie 2002/03 zespół startował w mistrzostwach regionalnych Serie D lombarda. Po zajęciu pierwszego miejsca w grupie C awansował do Serie C. W 2004 zmienił nazwę na F.C.F. Mozzanica i w sezonie 2004/05 zajął pierwsze miejsce w grupie C lombarda i zdobył promocję do Serie B. W 2007 klub połączył się z A.C.F. Aurora Bergamo i przyjął obecną nazwę A.S.D. Mozzanica. W sezonie 2009/10 zajął pierwsze miejsce w grupie A Serie A2 i zdobył awans do Serie A. W sezonie 2014/15 osiągnął pierwszy swój sukces, zdobywając brązowe medale mistrzowski.

## Stadion
Klub rozgrywa swoje mecze domowe na stadionie Miejskim w Mozzanica, który może pomieścić 500 widzów.

## Sukcesy

### Trofea międzynarodowe
Nie uczestniczył w rozgrywkach europejskich (stan na 01-01-2017).

### Trofea krajowe
- Serie A (I poziom):
  - 3.miejsce (1): 2014/15

- Serie A2 (II poziom):
  - mistrz (1): 2009/10 (grupa A)
  - wicemistrz (2): 2007/08 (grupa A), 2008/09 (grupa A)

- Puchar Włoch:
  - półfinalista (3): 2013/14, 2014/15, 2015/16